# Purcy de Baas
Purcy de Baas (Paramaribo, 2 maart 1995) is een Surinaams voetballer die speelt als verdediger.

## Carrière
De Baas speelt sinds 2014 voor SV Leo Victor waarmee hij uitkomt in de hoogste klasse. Hij werd in 2016/17 vice-kampioen van Suriname en eindigde nog een aantal keer in de top vijf met de club. Hij speelde tussen 2018 en 2019 vijf interlands voor Suriname.